# Goubaz Sanikidzé
Goubaz Sanikidzé (en Géorgien : გუბაზ სანიკიძე - né en 1967) est un politicien géorgien, député du Parlement de Géorgie depuis les législatives de 2020 avec la majorité présidentielle du Mouvement national uni. Il est élu en 1990 à l’Assemblée législative de la RSS de Géorgie avec l’Union des Traditionalistes géorgiens où il y verra la dislocation de l'URSS. En 2008, il fonde son parti politique, le Forum national.

## Biographie

### Jeunesse et vie privée
Goubaz Sanikidze est né le 2 février 1967 à Koutaïssi en Union soviétique, en actuelle Géorgie. Après avoir effectué son service militaire, il a étudié à la Faculté d'études orientales de l'Université d'État de Tbilissi, où il a été diplômé en géographie. Après avoir étudié à l’Université de Damas en Syrie, il devient docteur en sciences historiques.
Sanikidze est marié avec une Géorgienne et a deux enfants. En plus du Géorgien, il parle le Russe, appris durant son enfance et l’Arabe, apprise durant ces études universitaires.

### Carrière politique

#### 1990-1992: Début au Conseil suprême de Géorgie
Sanikidzé est entré en politique peu après avoir obtenu son diplôme, au cœur d’un mouvement national pro-indépendance. En 1990, il a rejoint l'Union des traditionalistes géorgiens (UTG), l'un des premiers partis politiques légalement reconnus en Géorgie soviétique, une organisation conservatrice qui soutenait l'indépendance et le monarchisme. Lors des élections législatives du 28 octobre de la même année, il est élu membre du Conseil Suprême de Géorgie dans la circonscription d’Ambrolaouri, après que l’UTG a rejoint la coalition « Table ronde - Géorgie libre » dirigée par le président Zviad Gamsakhourdia.
Au sein de cette instance, il a soutenu Gamsakhourdia, premier dirigeant non communiste de la Géorgie. Le 9 avril 1991, il est l'un des signataires de l'acte de restauration de l'indépendance de la Géorgie. Lors du coup d'État contre Gamsakhurdia et de l'abolition de la législature le 2 janvier 1992, son mandat prend brutalement fin.

#### 1999-2004: deuxième mandat de député
Après la guerre civile de 1991, Sanikidzé continue sa carrière politique et devient vice-président de l'UTG en 1995. 4 ans plus tard, le parti rejoint le bloc électoral formé par l'homme fort d'Adjara, le gouverneur Aslan Abachidze, et il est élu au Parlement lors des élections législatives de cette année-là sur la liste d'Abashidze. De 2000 à 2004, il dirige la délégation parlementaire géorgienne dans les pays arabes.
Vice-président de l’UGT au Parlement et principal opposant au président Edouard Chevardnadze, il devient un des hommes les plus influents de Géorgie et parvient à conserver ce poste bien qu’il quitte sa coalition. Il a régulièrement critiqué le gouvernement Chevardnadze pour son manque de transparence en matière de politique étrangère et l'absence de progrès dans le processus de résolution du conflit abkhaze. Lors des élections législatives de 2003, son parti rejoint les forces de Nino Bourdjanadze pour former l'Alliance démocratique nationale et est le 18e sur la liste électorale de son parti. Bien qu'il ait remporté un siège lors des élections de cette année-là, la Révolution des Roses entraîne l'annulation des résultats et son parti ne réussit pas à recueillir suffisamment de voix lors des élections suivantes de 2004.
Après la Révolution des Roses, Sanikidzé devient le président éphémère de la faction parlementaire de l’UTG. Durant les premiers mois de la présidence de Mikheil Saakachvili, il fait partie des premiers opposants au gouvernement populaire pro-occidental, critiquant la répartition des pouvoirs entre Saakashvili, Zourab Jvania et Nino Burjanadze, ainsi que les pressions que le gouvernement exercerait sur les émissions politiques indépendantes à la télévision. Lors de la crise de l'Adjarie qui voit le renversement d'Aslan Abashidze, il accuse le gouvernement central d'« aggraver la situation ».

#### En opposition au gouvernement
Le 15 décembre 2006, Sanikidze crée le Forum national (FN), un parti politique d'opposition, avec d'autres politiciens géorgiens. Il a été président du parti et a présidé sa section de Tbilissi. Il a souvent été considéré comme une personnalité plus bruyante et plus populaire que le président du parti, le diplomate Kakhaber Chartava. Le FN s'est allié à la coalition de l'Opposition unie qui a soutenu la candidature de Levan Gachechiladze à l’élection présidentielle de 2008. Lors des élections législatives de la même année, Sanikidze était le candidat de l'Opposition unie pour la circonscription parlementaire majoritaire de Koutaïssi, face à deux anciens gouverneurs d'Iméréthie, Akaki Bobokhidze du Mouvement national uni et Temur Chachiachivili de l’Alliance démocrate-chrétienne, tandis que l'industriel Temur Chalikiani le soutenait. Bien qu'il perd son élection au scrutin majoritaire, il est tout de même élu au Parlement sur la liste électorale de l'Opposition unie où il figure en 7e position en tant que membre le plus haut placé du FN. Toutefois, Sanikidze refuse de siéger au Parlement en raison d'une fraude électorale massive présumée. Il a qualifié tous les législateurs de « traîtres anti-Géorgie » et a menacé de « recourir à la force pour empêcher le Parlement de se réunir ». Il est rapidement devenu l'un des opposants les plus radicaux à Saakachvili, appelant à sa démission et le comparant au leader tchétchène Aslan Maskhadov. Sanikidze avait initialement refusé tout dialogue avec le gouvernement pour mettre fin à la crise politique et avait organisé un blocus de l'autoroute Est-Ouest en mai 2009 lors des exercices militaires entre l'OTAN et la Géorgie. En mai 2009, il a assoupli sa position et a participé aux pourparlers avec le président du Parlement, Davit Bakradze, en tant que négociateur de l'opposition, et a appelé à une « réunion inconditionnelle » avec le président. Lors des manifestations prévues par l'opposition le jour de l'indépendance en 2009, il a refusé d'y participer et a plutôt annoncé qu'il se concentrerait sur l'encouragement du soutien au Forum national en dehors de Tbilissi. En novembre 2010, le FN a été l'un des partis à entamer des négociations officielles avec le gouvernement sur la réforme électorale, bien qu'ils aient repris les manifestations plus tard le même mois. Le 27 septembre 2011, il a été l'un des principaux organisateurs d'une marche à Tbilissi pour commémorer le 18e anniversaire de la Bataille de Soukhoumi.
En juillet 2011, le FN rejoint cinq autres partis d'opposition pour former un bloc électoral en vue des élections législatives de 2012. Le groupe s'est effondré en l'espace de trois mois, mais Goubaz Sanikidze a rapidement rejoint l'homme d'affaires Bidzina Ivanichvili, pro-russe, et sa coalition Rêve géorgien. Il se présente comme candidat de la coalition pour le district de Koutaïssi, contre l'ancien maire Giorgi Tevdoradze (UMU) et le député en exercice Giorgi Akhvlediani (Mouvement chrétien-démocrate). Pendant la campagne, les autorités ont publié des enregistrements audio qui auraient révélé un appel téléphonique entre Sanikidze et Valery Khabourzania, l'ancien ministre russe de la sécurité de l'État, dans lequel le premier offrait de l'argent à Khabourzania en échange de la facilitation de la libération d'un prisonnier. Un autre enregistrement a ensuite été publié, sur lequel Sanikidze déclare qu'il ne se soucie pas de sa carrière politique et qu'il cherche à « devenir millionnaire ». Il a nié la véracité des enregistrements audio et aucune enquête formelle n'est menée à ce sujet.

#### 2012-2016: en coalition avec la majorité présidentielle
Élu au sein de la coalition du parti au pouvoir, Sanikidze devient l'un des membres les plus haut placés du Parlement, choisi personnellement par le Premier ministre Bidzina Ivanichvili pour présider la commission des affaires du Caucase. À ce titre, il s’est battu pour que les autorités établissent des relations plus étroites avec le Caucase du Nord, déclarant que la Géorgie devrait intégrer l'Union européenne « non pas en tant qu'Européens, mais en tant qu'Européens caucasiens ». Il a également fait partie de la Commission constitutionnelle de 2016 qui a fait de la Géorgie une république parlementaire. Fervent partisan de la décentralisation, il a soutenu un projet de loi qui aurait créé des organes consultatifs pour les gouverneurs régionaux et élargi les élections des maires dans tout le pays.
Tout au long de son mandat, il a été l'un des membres les plus impopulaires de la coalition au pouvoir, le seul dirigeant du Rêve géorgien à bénéficier d'une cote de popularité défavorable.
Durant ce mandat, Sanikidze a soutenu le rapprochement entre la Géorgie et l'Iran et a présidé le groupe d'amitié parlementaire Géorgie-Iran. Il s'est rendu à Téhéran à trois reprises entre 2014 et 2015, tout en appelant le ministère des Affaires étrangères à œuvrer pour le renforcement des liens bilatéraux entre les pays. À la suite de l’accord de Vienne sur le nucléaire iranien, il déclare que « Cet accord est une grande opportunité pour la Géorgie ». Ayant déjà exercé des fonctions dans la diplomatie, il a fait partie de la délégation gouvernementale dirigée par le Premier ministre lors de sa visite en Chine en 2015, où des négociations ont permis d'aboutir à un accord de libre-échange. Il a affirmé avoir personnellement empêché un pays arabe de reconnaître l'indépendance de l'Abkhazie et de l'Ossétie du Sud, sans nommer lequel. Cette affirmation a toutefois été démentie par le ministère des Affaires étrangères.

##### Échec des élections de 2016 et départ du FN
La première fracture au sein de la coalition Rêve géorgien a vu le départ des Démocrates du parti et la démission du vice-président Zourab Abachidze. Cette démission a permis à Sanikidze de lui succéder à ce poste le 19 février 2015. Cependant, le RG ayant annoncé qu'il ne se présenterait pas en coalition aux élections législatives de 2016, Sanikidze et le FN annonc qu'ils présenteront une liste indépendante, Sanikidze occupant la deuxième place de la liste. Le FN ne remporte aucun siège au Parlement, Sanikidze quitte alors le parti qu'il avait contribué à fonder.

#### Retour à une opposition farouche envers le gouvernement
Ancien membre du Parlement et ancien dirigeant du Forum national, Sanikidze devient un commentateur politique indépendant. Il critique régulièrement le gouvernement et cofonde la Géorgie victorieuse, un nouveau parti politique créé par l'ancien ministre de la Défense controversé Irakli Okruachvili, avec l'objectif déclaré de poursuivre les réformes abandonnées selon lui par le Rêve géorgien. Après l'arrestation d'Okruachvili une semaine plus tard par le gouvernement, alors qu'il était l'un des leaders d'une manifestation anti-russe qui avait tenté de pénétrer dans le bâtiment du Parlement, Sanikidze l'a qualifié de prisonnier politique et a déclaré que « Ivanichvili souffrait de troubles mentaux et recevait des ordres directs de Vladimir Poutine ».

#### Depuis 2020: retour au Parlement de Géorgie
Peu avant les élections législatives de 2020, Sanikidze rejoint la coalition électorale La Force est dans l’unité (FU). Dirigée par le Mouvement national uni, cette coalition de partis politiques est celle à laquelle il s'est vivement opposé tout au long de sa carrière politique. Cette décision a été fortement critiquée par l'ancien secrétaire du Conseil national de sécurité, Giga Bokeria, qui accuse le MNU de « trahir les valeurs de la Révolution des Roses ». 16e sur la liste électorale du parti, il obtiet un siège au Parlement, mais refuse de reconnaître les résultats en raison de fraudes électorales massives présumées et a tenté de démissionner officiellement. Il devient rapidement l'un des membres les plus radicaux de l'opposition, soutenant publiquement le retour de Mikheil Saakashvili à la tête de l'opposition en exil. Cette revendication a provoqué une confrontation physique entre lui et le président du MNU, Nika Melia, en direct à la télévision. Un enregistrement d'appel téléphonique entre Sanikidze et Temour Alasania, un riche homme d'affaires étroitement lié au commerce international d'armes et oncle de Saakashvili, a révélé des discussions sur la proclamation d'un « gouvernement alternatif » et le renversement par la force des autorités en place.
À la suite d'un éphémère accord facilité par l'UE entre le Rêve géorgien et une partie de l'opposition en avril 2021, Sanikidze et le reste du MNU ont accepté de siéger au parlement, Sanikidze qualifiant cette décision de « stratégique ». 